# Menzendorfer See
Der Menzendorfer See ist ein Natursee in der Gemeinde Menzendorf im Landkreis Nordwestmecklenburg in Mecklenburg-Vorpommern.

## Geographie
Der See hat eine Ausdehnung von 36 ha und ist bis zu 18 m tief. Er gehört zu den Gewässern 2. Ordnung und steht im Eigentum des Landes Mecklenburg-Vorpommern. Das Fischereirecht ist aktuell an einen örtlichen Anglerverein verpachtet.
Am Ostufer des Menzendorfer Sees befindet sich das Dorf Menzendorf mit den Resten eines alten Rundlings.

## Fischfauna
Im Menzendorfer See kommen  Brassen, Hecht, Karausche, Karpfen, Rotauge und Zander vor.

## Vogelfauna
Der Menzendorfer See ist ein wichtiges Brut- und Rastgebiet für zahlreiche geschützte Vogelarten. Im Röhricht brüten Graugans, Wasserralle und Schilfrohrsänger. Auch Haubentaucher und Gänsesäger ziehen am See ihre Jungen auf. Im Herbst ist der See Schlafgewässer für tausende Gänse verschiedener Arten, die auf den umliegenden Ackerflächen äsen. Schellente und Zwergsäger nehmen hier ihr Winterquartier. Zudem kommen hier zahlreiche Großvogelarten wie der Rotmilan (Brutgebiet) und der Fischadler vor. Damit stellt der Menzendorfer See einen wichtigen Trittstein zwischen dem Vogelschutzgebiet am Dassower See sowie dem Vogelschutzgebiet am Santower See dar. 